# Плутонијум
Плутонијум (Pu, лат. plutonium) је хемијски елемент из групе актиноида. Име је добио по патуљастој планети Плутону.
Плутонијум је радиоактиван метал из групе актиноида. први пут добијен и испитан од стране америчког хемичара Глена Сиборга 1941. године. Научници су искористили уранијум, који су бомбардовали језгрима деутеријума (изотоп водоника). Плутонијум је веома реактиван. Ако дуго стоји на ваздуху прекрива се златним слојем оксида. Јавља се у 6 алотропских модификација и гради једињења у којима се јавља са четири оксидациона броја. Познато је 15 изотопа плутонијума чије се атомске масе крећу између 232 и 246. Због високог степена радиоактивности смртоносан је за човека чак и у минималним количинама. Опаснији је од уранијума због мање критичне масе.
Према свом редном броју, он је најтежи елемент који се налази у природи. Међутим, у природи се налази само у траговима унутар веома старих стена. Трагови овог елемента се јављају међу рудама уранијума. Веће количине овог елемента добијају се вештачки, претежно у атомским централама и реакторима. Као један од малобројних хемијских елемената подложних фисији, игра веома важну улогу за производњу нуклеарног оружја. На пример, основни реактивни материјал у атомској бомби баченој 9. аугуста 1945. на Нагасаки био је плутонијум. Овај елемент настаје током рада нуклеарних реактора из уранијумских шипки нуклеарног горива.

## Историја
Плутонијум су открили амерички научници Глен Т. Сиборг, Артур Вал, Џозеф Кенеди, Мајкл Кефола и Едвин Макмилан. Они су 14. децембра 1940. извели експеримент у циклотрону, бомбардујући мету од уранијума 238U атомима деутеријума добивши тако изотоп 238. При том експерименту, најпре је направљен узорак 238U у облику оксида  у танком слоју на плочи од бакра. У овој реакцији емитована су два неутрона. Укратко након тога, настао је нептунијум као међупроизвод, који се одмах распао на 238Pu. Недвосмислени доказ о добијању елемента 94 дао је Архур Вал 23/24. фебруара 1941. године.
{\displaystyle \mathrm {^{238}_{\ 92}U\ +\ _{1}^{2}D\ \longrightarrow \ _{\ 93}^{238}Np\ +\ 2\ _{0}^{1}n\quad ;\quad _{\ 93}^{238}Np\ {\xrightarrow[{2,117\ d}]{\beta ^{-}}}\ _{\ 94}^{238}Pu} }
Други изотоп плутонијума добијен је бомбардовањем брзим неутронима:
{\displaystyle \mathrm {^{238}_{\ 92}U\ +\ _{0}^{1}n\ \longrightarrow \ _{\ 92}^{239}U\ {\xrightarrow[{23,5\ min}]{\beta ^{-}}}\ _{\ 93}^{239}Np\ {\xrightarrow[{2,3565\ d}]{\beta ^{-}}}\ _{\ 94}^{239}Pu} }
Наведена времена су времена полураспада.
Новооткривеном елементу је дато име у марту 1942. године по у то време најудаљенијој откривеној планети Плутону, а која је опет добила име по истоименом божанству из римске митологије: …назван по планети која следи након Нептуна, а у аспекту ужасавајућег деловања плутонијумске атомске бомбе далеко више му одговара извођење из имена Плутона, божанства подземља. Према томе, три дотад најтежа позната елемента, уранијум, нептунијум и плутонијум добили су имена према истоименим планетама: Урану, Нептуну и Плутону. Прва мерљива количина плутонијума од око 4 µg добијена је у августу/септембру 1942. када ју је изоловала група научника Барис Канингам, Мајкл Кефола и Луис Вернер. Откриће је држано у тајности током Другог светског рата. Са првом производњом плутонијума у већем обиму отпочело се у оквирима америчког пројекта „Менхетн”. Прва експлозија атомске бомбе којој је сведочило човечанство био је тест „Тринити”, чија је основа био плутонијум 239Pu, као и за бомбу Дебељко ((језик: енглески)) која је у августу 1945. разорила јапански град Нагасаки. Џозеф Хамилтон је изводио тестове на добровољцима, дајући им плутонијум, а због огромне отровности овог елемента данас су такви тестови забрањени.
Чак и пре открића плутонијума, у Немачкој је Карл Фридрих фон Вајцекер наговијестио да је у нуклеарним реакторима могућ настанак новог елемента ека-ренијума (тј. 239). Осим њега, Фридрих Георг Хоутерманс је такође 1942. предвидео теоретско постојање неког трансуранијумског елемента у свом тајном извјештају. Међутим у оквирима нацистичког уранијумског пројекта, према данашњим сазнањима, до краја Другог светског рата није дошло до синтезе плутонијума.

## Особине

### Физичке
При нормалним условима температуре и притиска, плутонијум је сребрнасто-сјајни тешки метал, веома велике густине (19,86 g/cm3). Као и сви актиноиди, он такође постоји само у виду радиоактивних изотопа. Он се загрејава сам од себе, тако да на пример 100 грама плутонијума емитује око 0,2 вата топлоте (односи се на изотоп 239). У поређењу с другим металима, плутонијум је врло слаб проводник топлоте и електричне струје. Метал се кристализује независно од температуре у укупно шест алотропских модификација. Оне се једним делом знатно разликују по својој густини. На собној температури стабилна модификација α-Pu је моноклинска. Код плутонијума при вишим температурама јавља се врло редак случај аномалије густине, јер она расте при преласку из δ' модификације у ε модификацију. При његовом топљењу, слично као код воде, густина му расте. Истопљени плутонијум има највишу вискозност од свих елемената у течном стању. Међутим, и поред неуобичајено високе магнетне сусцептибилности за метале и тенденције усмеравања при ниским температурама, плутонијум не показује усмеравање у широким распонима температуре па се стога може сматрати да је парамагнетичан. Ипак, тачна мерења омета стално одавање топлоте узроковано радиоактивним распадом плутонијума 239Pu. Из истог разлога немогуће је постићи температуре плутонијума блиске апсолутној нули.
| Опис фазе | Стабилан у температурном подручју | Густина (температура) | Кристални систем | Бравеова решетка     | Просторна група |
| --------- | --------------------------------- | --------------------- | ---------------- | -------------------- | --------------- |
| [14]      | 0 – 395                           |                       | моноклински      | примитивна           | (бр. 11)        |
| [15]      |                                   |                       | моноклински      | центрирана по бази   | (бр. 12 поз. 3) |
| [16]      |                                   |                       | орторомгични     | плошно центрирана    | (бр. 70)        |
| [17]      |                                   |                       | моноклински      | центрирана по бази   | (бр. 8)         |
| [18]      |                                   |                       | тетрагонални     | просторно центрирана | (бр. 139)       |
| [19]      |                                   |                       | кубнни           | просторно центрирана |                 |
| течни[20] |                                   |                       | —                | —                    | —               |
Осим наведених, познате су и модификације при високом притиску, које се добију из α-Pu при притиску изнад 40 GPa, а кристализирају се у просторној групи P63.

### Хемијске
Плутонијум је неплеменити, веома реактивни метал. Изложен ваздуху, брзо реагује с кисеоником и влагом. При томе метал постаје мат и превлачи се тамним, плаво-црним слојем оксида, док дужим стајањем на ваздуху ствара се тамнији, сиво-зелени, прашкасти слој оксида који лако скида. При загрејавању, метал реагује са већином неметала и водом. Међутим на собној температури, плутонијум не нападају ни базини раствори, нити вода. У концентрираној азотној киселини он није растворљив због пасивизације своје површине. Плутонијум се раствара у хлороводоничној и азотној киселини али уз додатак флуорида. У том случају, јони флуорида се поништавају и онемогућавају пасивизирање метала које се иначе јавља нападањем чисте азотне киселине. Хемијске особине плутонијума углавном су сличне као и код осталих актиноида. Као и код већине ових елемената, његове хемијске особине су под знатним утицајем његове снажне радиоактивности, а због загрејавања метала и емитовања јаког радиоактивног зрачења, његове везе са другим елементима врло лако пуцају.
Овај елемент може да гради цели низ једињења у којима се може налазити у оксидационим стањима од +3 до +7, што значи да плутонијум заједно с нептунијем гради највиша оксидациона стања међу свим актиноидима. Најстабилнији је у оксидационом стању +4. У воденим растворима, јони плутонијума имају карактеристичне боје. Тако на пример јон Pu3+ је љубичаст, јон Pu4+ смеђ,  розе боје,  наранџаст, а  зелен.

### Изотопи
До данас је измерено и испитано 20 изотопа и 15 нуклеарних изомера плутонијума, чији масени бројеви се крећу од 228 до 247. Времена полураспада се крећу од 37 · 10−12 секунди за изомер  до око 80 милиона година за изотоп 244Pu. „Најдуговјечнији” изотопи са временима полураспада дужим од 11 дана имају масене бројеве између 236 и 244. Једини изузетак међу њима је 243Pu чије време полураспада износи краће од 5 сати. Неки од изотопа се сматрају почетним тачкама за одређене радиоактивне ланце распада.
- Изотоп 236 се распада преко торијумовог низа. Он има време полураспада од 2,858 године,[24] а распада се α-распадом на свој „међупроизвод”, изотоп 232, који се даље са временом полураспада од 68,9 година опет распада на 228, што представља главни низ распада. Овај изотоп се добија у веома малим количинама у нуклеарним реакторима који раде на бази уранијума.
- Изотоп 237Pu путем захвата електрона током времена полураспада од 45,2 дана[24] претвара се у изотоп нептунијума 237Np са вероватноћом од 99,9958%, што представља главну полазну тачку нептунијумовог низа. Осталих 0,0042% атома овог изотопа распада се α-распадом до уранијума 233, који се такође распада нептунијумовим низом.
- 238Pu је изотоп који се распада α-распадом са временом полураспада од 87,7 година.[24] Најпре прелази у уранијум 234U те се даље распада низом распада уранијум-радијумовим низом.
- 239Pu је најчешће произведени изотоп плутонијума. Има време полураспада од 24.110 година[24] и претежно се распада емитујући α-зраке до уранијума 235. Даљи распад одвија се путем уранијум-актинијумовог низа, за природну радиоактивност, почев од изотопа 235U. Само 3 · 10−10 % атома овог изотопа распада се спонтаним распадом.
- Изотоп 240 с временом полураспада од 6.564 године[24] распада до 236 емитујући α-зрачење. Тај изотоп уранијума се распада с временом полураспада од 23,4 милиона година до природног изотопа торијума 232. Даљи распад одвија се дуж торијумовог низа.
- Изотоп 241Pu се често означава као почетак нептунијумовог низа, јер (при продужењу низа) се налази пре нептунијума. Он се распада са временом полураспада од 14,35 година[24] и вероватноћом од 99,9975% путем β-распада на изотоп америцијума 241Am, док се с вероватноћом од само 0,0025% распада α-распадом на уранијум 237U. Даље се америцијум 241 α-распадом и уранијум237 распадају до истог дугоживећег изотопа нептунијума 237.
- Плутонијум 242 се распада истим ланцем распада као и изотоп 238. Међутим, док 238Pu долази у низ распада као споредни ланац на 234, изотоп 242Pu стоји још више пре уранијума 238. Плутонијум 242 се распада α-распадом на 238U, представљајући почетак природног уранијум-радијумовог низа. Са временом полураспада од 375 хиљада година,[24] 242Pu је најдуговечнији изотоп плутонијума након 244Pu.
- 243Pu има релативно краће време полураспада од 4,956 сати.[24] Овај изотоп најпре β-зрачењем прелази у америцијум 243Am, који даље прелази у нептунијум 239 а овај даље се распада на плутонијум 239Pu. На тај начин овај изотоп представља продужетак уранијум-актинијумовог низа.
- Изотоп плутонијума 244Pu сматра се јединим изотопом плутонијума који се, условно, може пронаћи у природи.[25] Његово време полураспада је веома дуго и износи око 80 милиона година.[24] Он је почетна тачка торијумовог низа, а који се због тога понегде зове и плутонијум-торијумов низ. Изотоп 244 се распада α-распадом на 240U, овај двоструким β-распадом преко нептунијума 240 до 240Pu, а овај опет се путем даљњег двоструког α-распада преко 236U до торијума 232Th. Након изотопа торијума следи распад дуж торијумовог низа.